# Cottus koreanus
Cottus koreanus és una espècie de peix pertanyent a la família dels còtids.

## Hàbitat
És un peix d'aigua dolça, bentopelàgic i de clima subtropical.

## Distribució geogràfica
Es troba a Àsia: Corea.

## Observacions
És inofensiu per als humans.